# استيراد وتصدير البيانات
استيراد وتصدير البيانات هو الإدخال والإخراج الآلي أو شبه الآلي لمجموعات البيانات بين تطبيقات البرامج المختلفة. يتضمن ذلك "الترجمة" من التنسيق المستخدم في أحد التطبيقات إلى التنسيق المستخدم في تطبيق آخر، حيث يتم إنجاز هذه الترجمة تلقائيًا عبر العمليات الآلية، مثل التحويل الترميزي ، وتحويل البيانات ، وغيرها. غالبًا ما تحتوي الصادرات الحقيقية للبيانات على بيانات بتنسيقات خام لا يمكن قراءتها من قبل المستخدمين النهائيين بدون واجهة المستخدم المصممة لتقديمها.
إن استيراد وتصدير البيانات يشبه إلى حد كبير النسخ واللصق ، حيث يتم نسخ مجموعات البيانات من تطبيق واحد ولصقها في تطبيق آخر. في الواقع، يهتم تطوير البرمجيات وراء حافظات نظام التشغيل (وتطبيقات توسيع الحافظة) بشكل كبير بالعديد من التفاصيل والتحديات المتعلقة بتحويل البيانات وترميزها، من أجل تقديم وهم النسخ واللصق السهل بين أي تطبيقين، بغض النظر عن مدى اختلافهما داخليًا. يتطلب الأمر "حفظ باسم" في العديد من التطبيقات الكثير من نفس الهندسة، عندما يتم حفظ الملفات بتنسيق ملف آخر.
القدرة على استيراد وتصدير البيانات (أو غيابها) لها تأثيرات اقتصادية كبيرة، إذ يمكن أن يتطلب إدخال البيانات بطرق غير آلية، مثل إعادة التشفير اليدوي، موارد ضخمة. كما أن نقص قابلية التشغيل البيني ونقل البيانات بين الأنظمة التي لا تستطيع تبادل البيانات فيما بينها يؤدي إلى التداخل، وإهدار الفرص، وفقدان الكفاءة. يظهر ذلك، على سبيل المثال، في عمليات الدمج، وقد تكون قدرات البحث عن المعلومات محدودة مقارنة بما توفره أدوات مثل grep.

استخراج وتحويل وتحميل (ETL) - إجراء الاستيراد النموذجي إلى قواعد البيانات